# Museivägen Nivajoki–Alajalve
Museivägen Nivajoki–Alajalve (finska: Nivajoki–Alajalve-tie eller Alakönkääntie) är en 4,8 kilometer lång väg, som tidigare tjänade som kringfart runt forsarna Alaköngäs (Vuollegeavŋŋis) i Tana älv, i närheten av Nuorgam i Utsjoki kommun i Lappland i Finland. 
Alakönkääntie har av Vägförvaltningen klassificerats som museiväg och av Museiverket som en betydelsefull kulturmiljö. Den löper idag parallellt med landsvägen mellan Utsjoki och Nuorgam.
I norra Lappland var länge floder de centrala transportvägarna. Alaköngäs-forsarna i Tanaälven kunde inte befaras med båt, så det var nödvändigt att bygga en förbifart på land för att dra båtarna där. Denna klassificerades 1928 som bilväg för att inkluderas i det finländska vägnätet, även om den då var en isolerad vägsträcka. Efter det att landsvägen dragits fram från Utsjoki till Nuorgam på 1970-talet, nuvarande Regionalväg 970, löper Alakönkääntie som en parallellväg till regionalvägen.
Alaköngäsvägen avfördes som allmän väg 1967 och blev då en privat väg. Den betraktades som museiväg från 1983 och in på 1990-talet. Den övertogs av staten 2003, renoverades därefter till körbart skick och är från 2005 åter en museiväg med ett körfält och beläggning med grus.